# بينيدا (جزيرة)

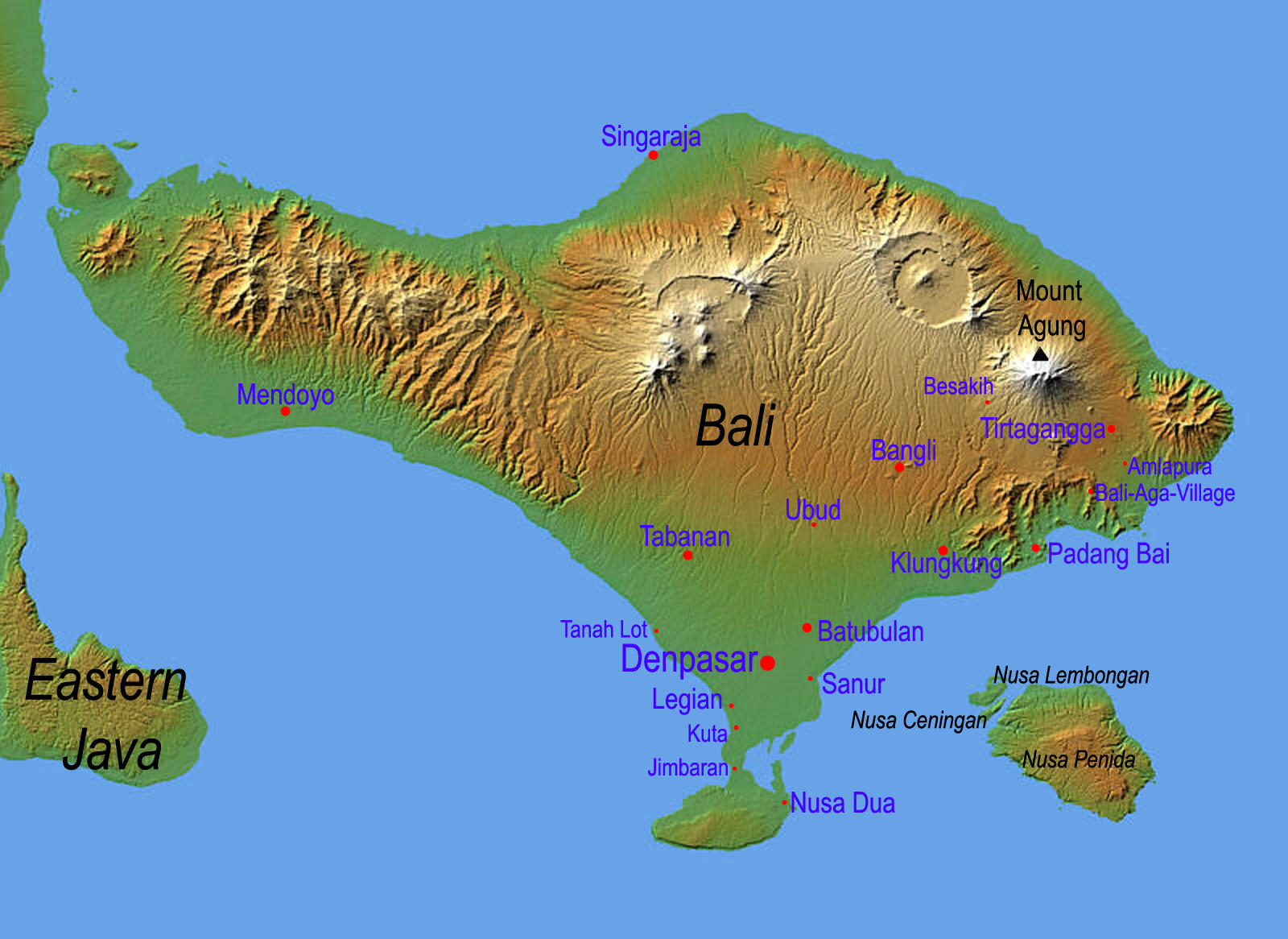
جزيرة بالي وتظهر قربها جزيرة بينيدا إضافة إلى جزيرة ليمبونغان وجزيرة سينينغان

جزيرة بينيدا تقع جنوب شرق جزيرة بالي بإندونيسيا. هناك جزيرتان صغيرتان مجاورتان هما:
- جزيرة ليمبونغان
- جزيرة سينينغان

مضيق بادونغ يفصل الجزيرة عن جزيرة بالي. المناطق الداخلية من جزيرة بينيدا تتميز بوجود التلال الحد الأقصى لارتفاعها هو 524 متراً. وهي أكثر جفافا من جزيرة بالي المجاورة. هناك القليل جدا من البنية التحتية السياحية في الجزيرة مقارنة مع جزيرة ليمبونغان المجاورة.